# Uniejów (công xã)
Gmina Uniejów là một Gmina thành thị - nông thôn (đơn vị chính của bộ phận hành chính của Ba Lan, tương tự như một đô thị) ở Poddębice, Łódź Voivodeship, ở miền trung Ba Lan. Trung tâm hành chính của nó và trụ sở của chính quyền địa phương là thị trấn Uniejów, nằm cách khoảng 14 kilômét (9 mi) về phía tây bắc của Poddębice và 51 km (32 mi) về phía tây bắc của thủ đô khu vực Łódź.
Gmina có diện tích 129 kilômét vuông (49,8 dặm vuông Anh), và tính đến năm 2017, tổng dân số của nó là 7.062 (trong đó dân số của Gmina Uniejów lên tới 3.011, và dân số của vùng nông thôn của Gmina là 4.051).

## Năng lượng địa nhiệt[1]
Năm 2008, Viện Sức khỏe Cộng đồng Quốc gia - Viện Vệ sinh Quốc gia đã cấp giấy chứng nhận về công dụng chữa bệnh của nước từ suối PIG / AGH-2 .

## Thảm hoa ở Spycimierz: Di sản văn hóa phi vật thể[3]
Cách sắp xếp thảm hoa đã thay đổi và phát triển qua nhiều năm. Ban đầu, cát vàng và cành cây được sử dụng, vì vậy lối trang trí cũ khá đơn giản. Hoa bắt đầu được sử dụng sau này, và cách trang trí hiện tại của tuyến đường phát triển sau năm 1945.

## Làng
Ngoài thị trấn Uniejów, Gmina Uniejów chứa các làng và các khu định cư của Brzeziny, Brzozówka, Czekaj, Czepów, Człopy, Dąbrowa, Felicjanów, đẫm máu, Hipolitów, Kozanki Wielkie, Kuczki, chân Baliński, Lekaszyn, Orzeszków, Orzeszków-Kolonia, Ostrowsko, Pęgów, Rożniatów, Rożniatów-Kolonia, Skotniki, Spycimierz, Spycimierz-Kolonia, Stanisławów, Wielenin, Wielenin-Kolonia, Wieścice, Wilamów, Wola Przedmiejska, Zaborów và Zieleń.

## Gmina lân cận
Gmina Uniejów giáp với Gmina của Brudzew, Dabie, Dobra, Poddębice, Przykona, Świnice Warckie và Wartkowice.

## Quan hệ quốc tế

### Thành phố kết nghĩa
Uniejów được kết đôi với:
| - Mórahalom, Hungary - Krāslava, Latvia - Sonkajärvi, Phần Lan - Truskawiec, Ukraine - Racha, Georgia - Tskaltubo, Georgia | - Horki, Bêlarut - Naftalan, Azerbaijan - Alatri, Ý - Turek, Ba Lan - Szczyrk, Ba Lan |

## Bộ sưu tập

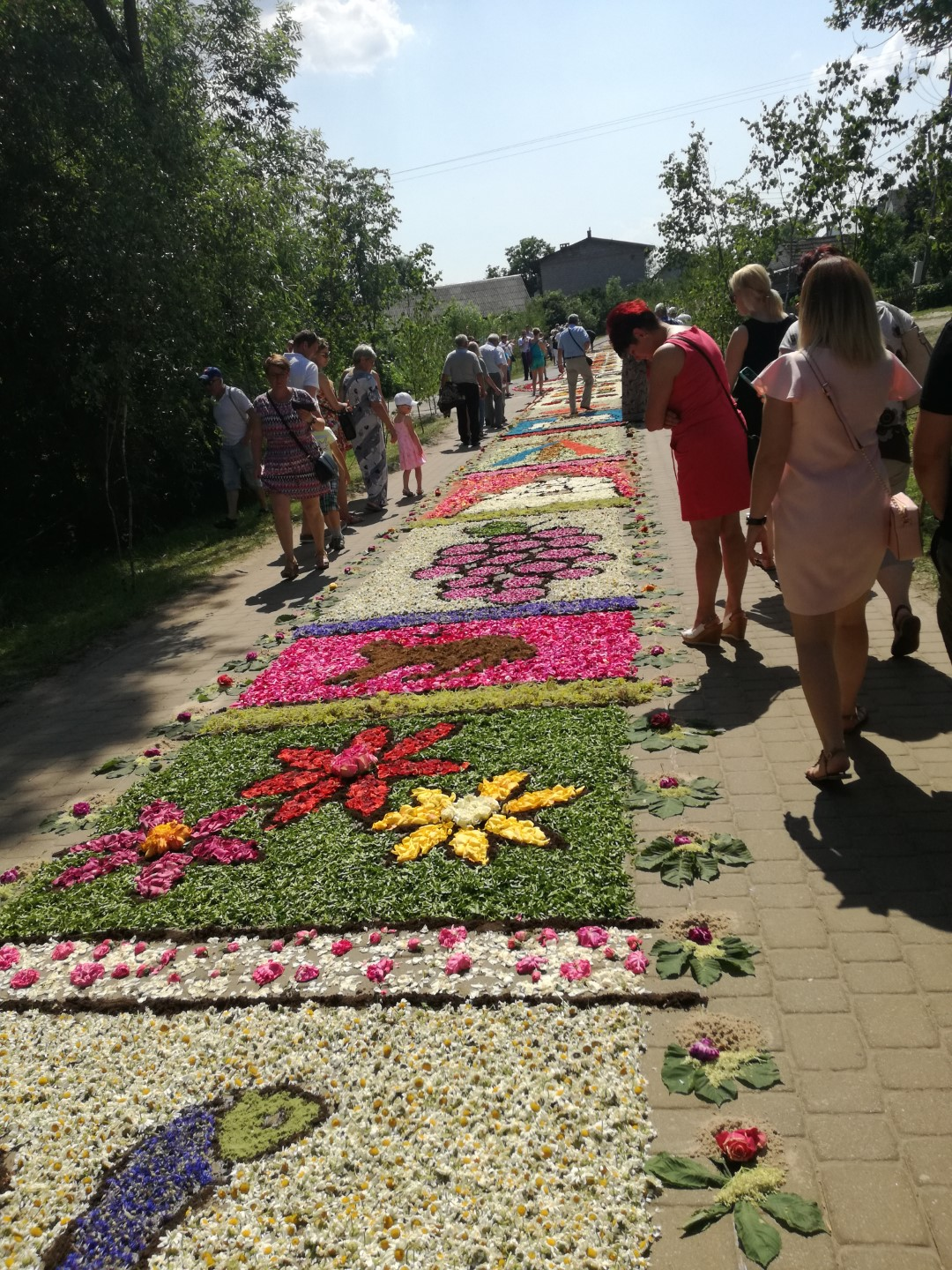
Thảm hoa dọc theo tuyến đường rước kiệu Corpus Christi ở Spycimierz
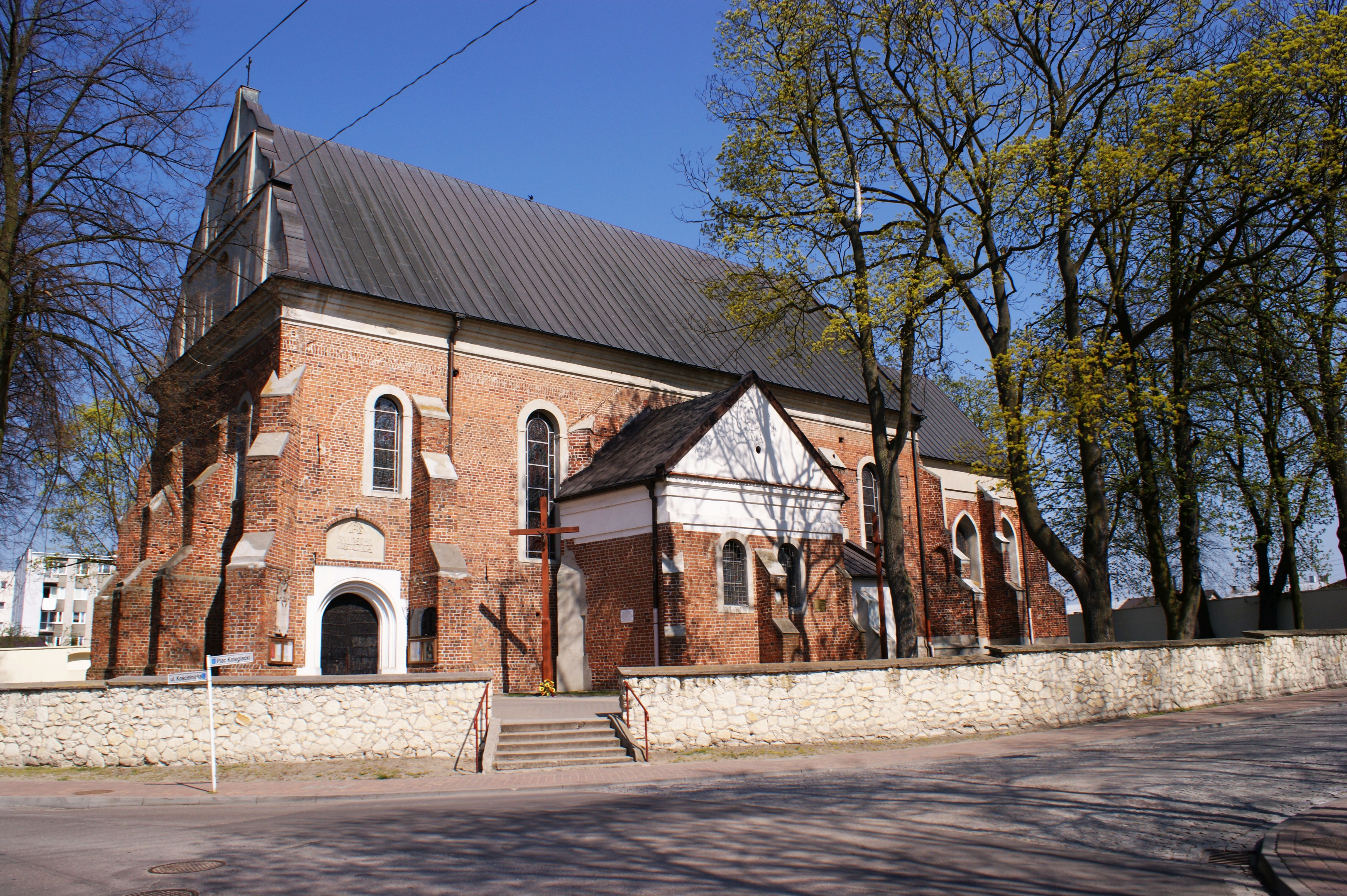
Nhà thờ thế kỷ 14 ở Uniejów
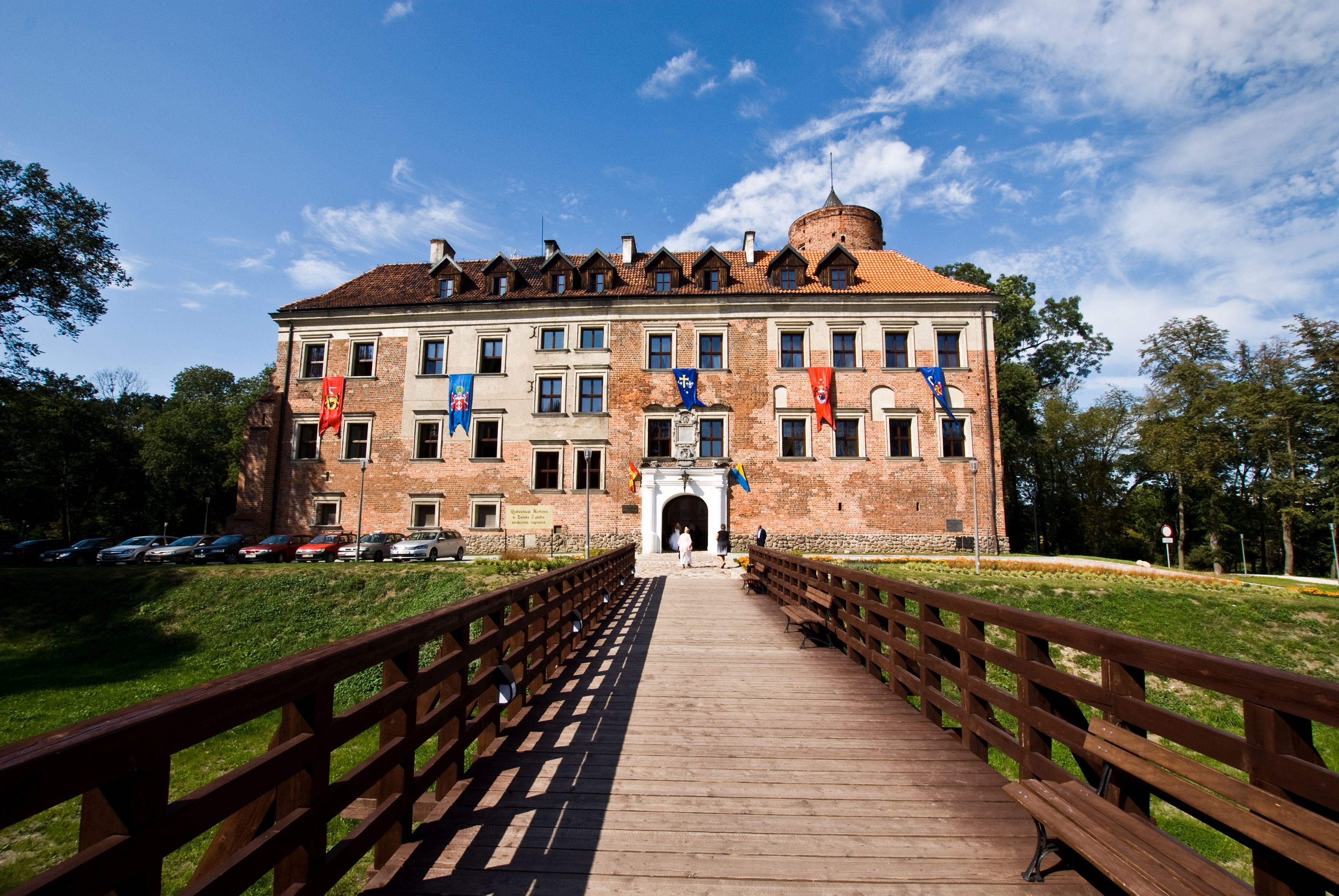
Lâu đài thế kỷ 14 của Tổng giám mục Gniezno ở Uniejów
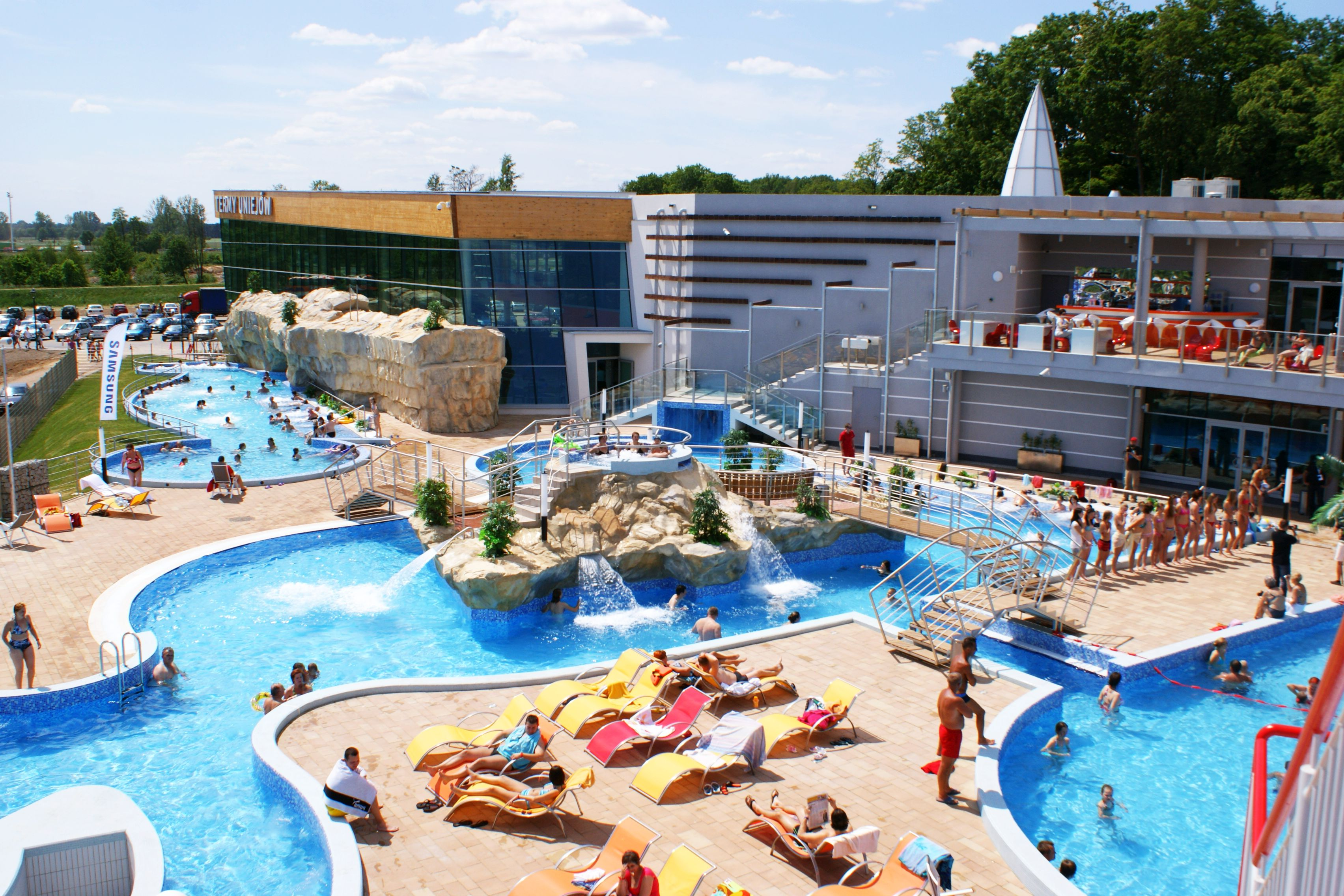
Công viên Uniejów